# Balaguer Flix Variedad2
Balaguer Flix variedad2 es el nombre de una variedad cultivar de manzano (Malus domestica) Esta manzana está cultivada en la colección de germoplasma de manzanas del CSIC, también está cultivada en la colección de germoplasma de peral y manzano en la "Finca de Gimenells de la Estación Experimental de Lérida - IRTA". Esta manzana es originaria de la Comunidad autónoma de Cataluña, procedente de un ejemplar localizado en el año 1999 en el municipio de Balaguer, capital de la comarca de La Noguera, Lérida.

## Sinónimos
- "Poma Balaguer Flix variedad2",[3]
- "Balaguer Flix-2 M035",[3]
- "Manzana Balaguer Flix variedad2".[7]

## Historia
'Balaguer Flix variedad2' es una variedad de manzana de Cataluña, está catalogada con el número de accesión M035 en el Banco de germoplasma de peral y manzano de la Universidad de Lérida, que se encuentra integrado en la Red de Colecciones del Programa de Conservación y Utilización de los Recursos Fitogenéticos para la Alimentación y la Agricultura, del Plan Nacional de I+D+I.
'Balaguer Flix variedad2' está considerada con otras muchas de las entradas que se han incorporado al Banco de germoplasma en la "Finca de Gimenells de la Estación Experimental de Lérida - IRTA", provienen de ejemplares únicos, en algunos casos, actualmente desaparecidos, lo que ha permitido paliar la erosión genética que se está dando en estas especies frutales.
'Balaguer Flix variedad2' es una variedad que se cultiva para su conservación genética, para posibles usos y mejoras en cruces con otras variedades, para incrementar cualidades o intercambiarlas.

## Características
El manzano de la variedad 'Balaguer Flix variedad2' tiene un vigor medio de tipo ramificado, con porte caído; ramos con pubescencia media, de un grosor delgado, con longitud de entrenudos medios, número de lenticelas grande, relación longitud/grosor de los entrenudos grande, tipo de ramos fructíferos sin predominio; época de inicio de floración media, yema fructífera de forma ovoide-cónica de una longitud media, flor no abierta presenta color del botón floral rosa oscuro, flor de tamaño pequeño, pétalos con posición relativa de los bordes superpuestos, inflorescencia con número medio de flores pocas, de forma medianamente cupuliforme, sépalos de color predominante verde, sépalos de longitud larga, con los pétalos de longitud corta y anchura media, siendo la relación longitud/anchura de los pétalos  Ligeramente más largos que anchos, estilos con longitud en relación con los estambres de la misma longitud, estilos con punto de soldadura lejos de la base.
Las hojas tienen un porte erguido en relación con el ramo, limbo de longitud medio y de anchura medio, con una relación longitud/anchura media, forma del borde ondulada, peciolo con longitud medio, forma del limbo elíptico-alargada, aspecto de la superficie del haz brillante, pubescencia del envés media, plegamiento de la superficie cóncava, tamaño de la punta media, forma de la base aguda, estípulas con una forma filiformes, y ángulo del peciolo respecto al ramo mediano.
La variedad de manzana 'Balaguer Flix variedad2' tiene un fruto de tamaño y peso medio-grande; forma globosa cónica, relación longitud/anchura media, lados (ausencia o presencia de lados marcados) medio, posición de la anchura máxima hacia el pedúnculo; piel con estado ceroso débil, pruina de la epidermis débil; con color de fondo amarillo blanquecino, importancia del sobre color muy fuerte, sobre color de superficie púrpura, siendo su intensidad oscuro, reparto del color en la superficie sólo en placas continuas, acusando unas lenticelas medianas, y una sensibilidad al "russeting" (pardeamiento áspero superficial que presentan algunas variedades) en las caras laterales ausente o muy débil; pedúnculo con una longitud muy largo, y un grosor delgado, anchura de la cavidad peduncular grande, profundidad de la cavidad pedúncular media, y con importancia del "russeting" en cavidad peduncular medio; coronamiento por encima del cáliz muy fuerte, anchura de la cav. calicina media, profundidad de la cav. calicina media, y con importancia del "russeting" en cavidad calicina débil; ojo de tamaño grande, parcialmente abierto; sépalos de longitud largos.
Carne de color amarillenta, con oscurecimiento de la carne al corte débil; textura media, dureza de la carne media, con jugosidad media; sabor bueno; corazón con distinción de la línea media; eje abierto; lóculos carpelares cerrados; porte del sépalo parcialmente extendido; semilla de longitud mediana, de anchura ancha, y de color marrón.
La manzana 'Balaguer Flix variedad2' tiene una época de maduración y recolección de fruto muy tardía, a finales de otoño. Se usa como manzana de mesa fresca y para sidra.

## Calidad de fruto y prueba de cata
- Peso del fruto: Medio
- Calibre del fruto: Medio
- Longitud del fruto: Media
- Índice de almidón: Medio
- Dureza medida de la carne: Media
- Índice refractométrico (IR): Alto
- Acidez titulable: Baja
- Jugosidad de la carne: Medio
- Textura de la carne: Media
- Dureza sensorial de la carne: Media
- Dulzor: Medio
- Acidez: Media
- Intensidad del sabor de la carne: Fuerte
- Sabor: Bueno
- Valoración global del fruto: Muy bueno.[3]

## Características Agronómicas
- Afinidad del injerto (compatibilidad): Media
- Facilidad de formación y poda: Alta
- Tipo de fructificación: Tipo III
- Precocidad varietal: Bastante precoz
- Vecería: Baja
- Productividad: Media
- Necesidad de aclareo: Baja
- Escalonamiento de la maduración del fruto: Medio
- Sensibilidad a la caída en maduración: Baja
- Aptitud para la conservación del fruto en árbol: Alta
- Aptitud para la conservación del fruto en almacén o cámara: Alta
- Sensibilidad al moteado: Alta
- Sensibilidad al oídio: sin datos
- Sensibilidad a pulgón lanígero: Alta.[3]